# Alekseievka
Alekseievka é uma cidade da Rússia, centro administrativo de um raion do Oblast de Belgorod.